# Wilhelm August Roth

Wilhelm August Roth

Wilhelm August Roth (* 19. Juni 1833 in Lübben, Niederlausitz; † 12. Juni 1892 in Dresden) war ein deutscher Hygieniker und Militärarzt.

## Leben

### Bis 1870
Am 19. Juni 1833 wurde Wilhelm August Roth in Lübben als Sohn des Oberpfarrers Ernst Gottlob Roth geboren. Nach seiner Schulzeit begann er ein Studium in Berlin am medizinisch-chirurgischen Friedrich-Wilhelm-Institut für das militärische Bildungswesen. Bereits ab April 1859 war er als Lehrer an der Kriegsakademie in Berlin in preußischen Diensten. Bis zum 31. März 1870 war er Assistenzarzt im 5. Husarenregiment. Anschließend wurde er Generalarzt erster Klasse in der Königlichen Armee und Korpsarzt des XII. Königlichen Sächsischen Armeekorps. Ihm unterstanden die Sanitätsdirektion und das Sanitätskorps der Sächsischen Armee.

### Nach 1870
Im Deutsch-Französischen Krieg 1870/71 leitete er den sächsischen Sanitätsdienst als Korpsarzt und zeichnete auch für kurze Zeit für die medizinische Sicherstellung des IX. preußischen und XII. sächsischen Armeekorps und mit Bildung der Maas-Armee unter Befehl des sächsischen Kronprinzen Albert als Armeegeneralarzt verantwortlich. Durch seine Initiative entstand Ende April 1870 die „Militärärztliche Gesellschaft zu Dresden“, 1874 in „Sanitäts-Officiers-Gesellschaft zu Dresden“ umbenannt. In breiten Kreisen war er auch als Autor militärmedizinischer Schriften bekannt. Hierbei ist besonders das dreibändige „Handbuch der Militär-Gesundheitspflege“ zu nennen, das er zusammen mit Rudolf Lex 1872 bis 1877 herausgab. Dieses Werk fand nicht nur in Deutschland, sondern auch im Ausland, besonders in Frankreich, große Anerkennung als Ausbildungs- und wissenschaftliche Arbeitsgrundlage. Im dritten Band des „Handbuchs“ stellte Roth alle Anforderungen an die körperliche Leistungsfähigkeit des Soldaten dar, der er in seinen wissenschaftlichen Arbeiten und praktischen Untersuchungen große Bedeutung beimaß. Damit schuf er die Grundlagen bzw. Vorläufer der heutigen militärischen Leistungsmedizin und Arbeitshygiene.
Er war auch Begründer der „Jahresberichte über die Leistungen und Fortschritte auf dem Gebiete des Militär-Sanitätswesens“, die hinsichtlich ihres Aufbaus und Informationsgehalts bis heute vorbildlich sind. Er führte zudem die „Veröffentlichungen aus dem Königlich-Sächsischen Militair-Sanitäts-Dienst“ ein. Daneben erschienen seine Beiträge in der „Deutschen Militärärztlichen Zeitschrift“, in den Zeitschriften „Militärarzt“ und „Feldarzt“ sowie im russischen „Militärmedizinischen Journal“. Mit Roth begann im sächsischen Sanitätskorps eine sehr exakte Organisation der Fortbildung von Militärärzten. Nach dem Krieg 1870/71 bemühte er sich besonders um eine effektive Unterrichtung und Qualifizierung der Sanitätsoffiziere und führte 1870 die militärärztlichen Fortbildungslehrgänge in Sachsen ein. Diese Lehrgänge wirkten beispielgebend für alle anderen deutschen Teilstaaten und fanden später in Preußen und Bayern Nachahmung. Gemeinsam mit der sächsischen Königin Carola forcierten sie die militärärztliche Ausbildung nach modernen Grundlagen und gründeten später die „Militärärztliche Gesellschaft zu Dresden“. Für Europa beispielgebend verwirklichte Roth die militärhygienischen und militärmedizinischen Prinzipien auch im zivilen Bereich.

### Nach 1880

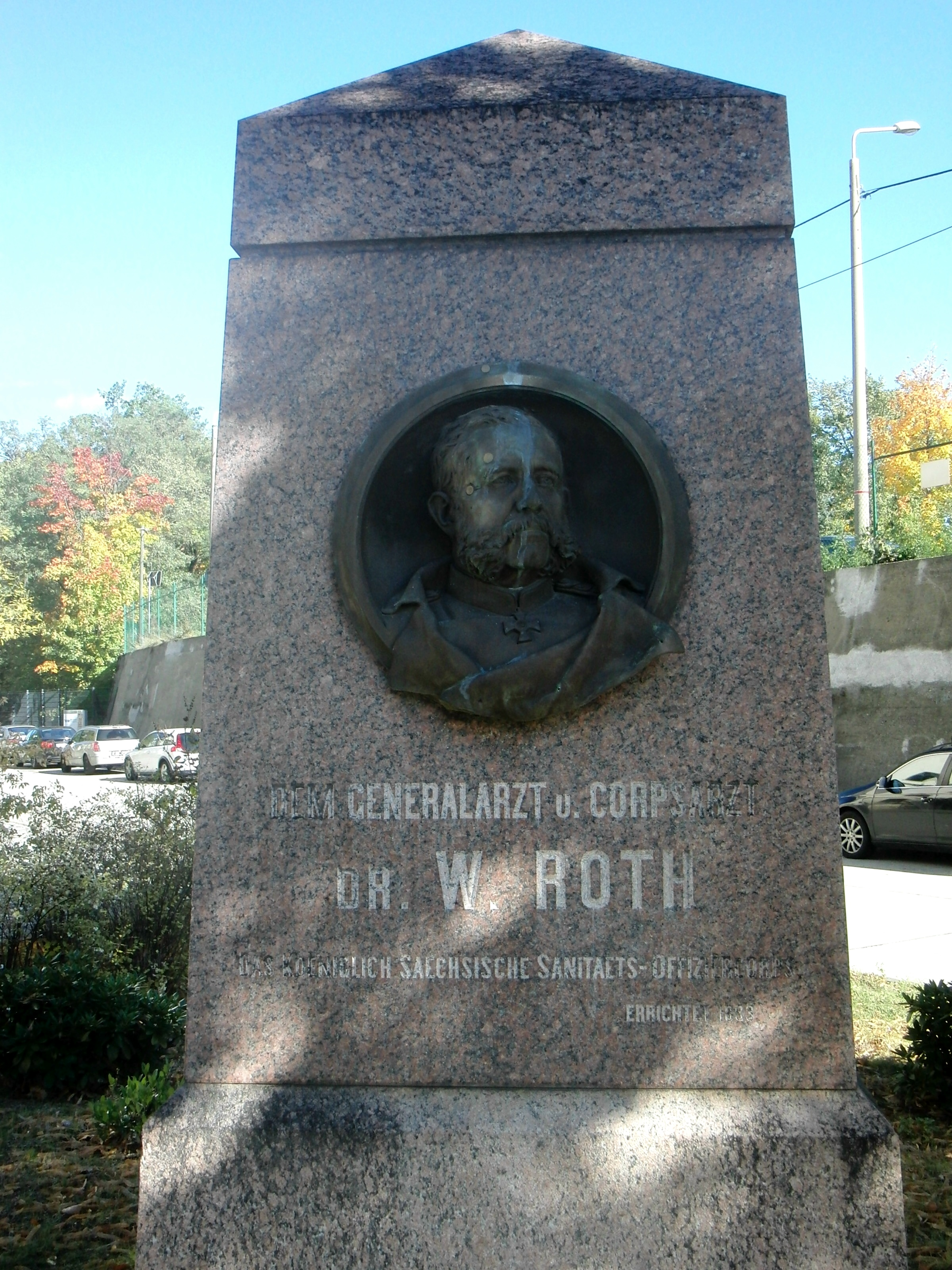
W.-A.-Roth-Denkmal, Graf-Stauffenberg-Kaserne, Dresden-Albertstadt

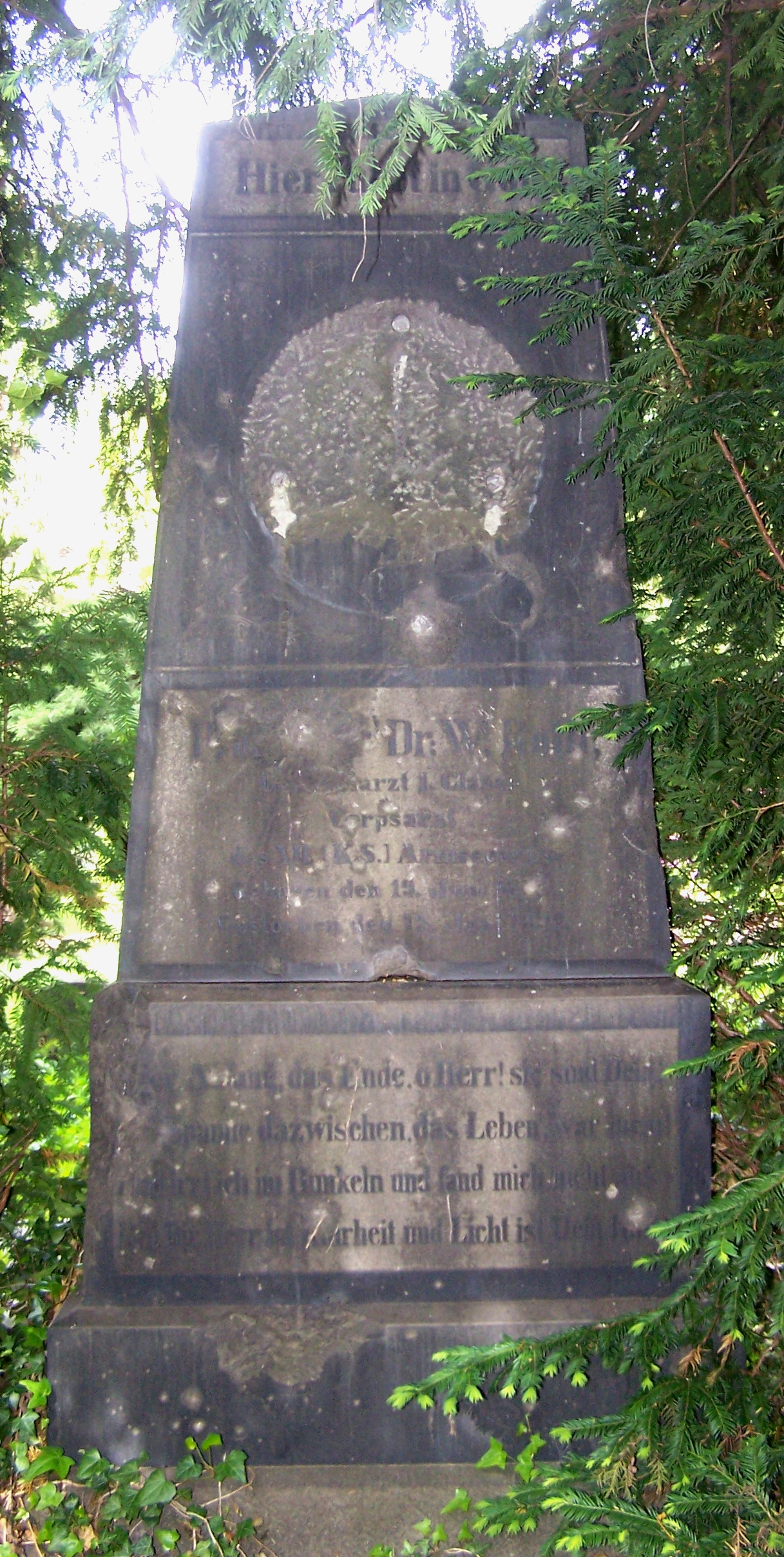
Grabmal auf dem Inneren Neustädter Friedhof

Große Aufmerksamkeit widmete er der Ausbildung nicht nur sächsischer, sondern auch ausländischer Militärärzte, die in der sächsischen Armee eine Art sanitätsärztliches Praktikum absolvierten. Erwähnenswert ist dabei besonders der japanische Militärarzt Ogai Mori, der nach der Rückkehr in seine Heimat die Struktur des sächsischen Heeressanitätswesens in der japanischen Armee verwirklichte. Die Erfahrungen Roths flossen ebenfalls in den Bau der Dresdner Albertstadt ein. Die Militärbauten im Norden der Stadt waren zu dieser Zeit einmalig in Europa, auch wegen der von Roth vorgeschlagenen, hygienisch wohldurchdachten Ausstattung mit Badeeinrichtungen (erstmals in Kasernen). Seinen Bemühungen war zu verdanken, dass das Garnisonslazarett in der Marienallee (erbaut 1876–1879) mit einem speziellen chemisch-hygienischen Untersuchungslaboratorium versehen wurde.
Neben seinem militärmedizinischen Wirken war er auch im zivilen Bereich tätig. Bereits 1871 unterbreitete das Landesmedizinalkollegium als höchste medizinische Behörde des Königreichs Sachsen dem Ministerium des Inneren einen Vorschlag zur Einführung der Hygiene als Lehrfach am Polytechnikum Dresden. Auf der Grundlage eines Antrags an das Ministerium des Inneren zwecks „Einführung eines Vortrages über Gesundheitspflege“ erhielt Roth im Juni 1874 eine entsprechende Lehrverpflichtung zu regelmäßigen Vorlesungen über Gesundheitspflege, Arbeits- und Wohnungshygiene am Polytechnikum. Mit dieser Berufung wurde eine wesentliche Voraussetzung für die zielgerichtete Erziehung des technischen Nachwuchses zum hygienischen Denken geschaffen. Während seines Wirkens bereitete er mit einer kleinen Sammlung von Demonstrationsgegenständen schon den Boden für ein hygienisches Institut und eine Hygieneprofessur an der königlich sächsischen Technischen Hochschule (realisiert 1892–1894, letzteres durch Friedrich Renk, Hygieniker aus München). Von 1874 bis 1880 war er als nebenamtlicher Lehrbeauftragter für Gesundheitspflege tätig. Im Jahr 1880 wurde er zum außerordentlichen und 1881 zum ordentlichen Honorarprofessor am Dresdner Polytechnikum berufen. Er war damit der erste Lehrbeauftragte für Hygiene an dieser Einrichtung. Roth wurde 1890 zum Generalmajor ernannt.
Er war Mitglied des Landesmedizinalkollegiums und zeitweilig dessen Vizepräsident, langjähriges Mitglied und seit 1872 zweiter Vorsitzender des Vereins für Erdkunde Dresden sowie viele Jahre Mitglied des Tonkünstlervereins. Noch mit 55 Jahren erlernte er die russische Sprache. Sein Interesse galt auch dem Deutschen Kolonialverein. Ein Jahr vor seinem Tod übernahm er den Vorstand der Sammlungen und Vorlagen für die öffentliche Gesundheitspflege an der Technischen Hochschule Dresden. Bereits 1883, d. h. vor Karl August Lingner, unterbreitete Roth der Ständeversammlung den Vorschlag zur Einrichtung eines Hygienemuseums in Dresden. Anregungen von ihm trugen 1894 auch zur Errichtung des ersten militärischen Genesungsheims für Rekonvaleszenten und somit der ersten derartigen Anstalt im Bereich der Heeresverwaltung des Deutschen Reichs in Glasewaldts Ruhe bei Dresden bei.
Roth blieb unverheiratet und verstarb nach kurzer, schwerer Krankheit infolge eines Asthmaleidens. Er wurde mit höchsten militärischen Ehren auf dem Inneren Neustädter Friedhof in Dresden beigesetzt. Ihm zu Ehren wurde 1893 zum 60. Geburtstag ein Denkmal im ehemaligen Garnisonslazarett an der Marienallee eingeweiht. Das Bronzemedaillon schuf der Dresdner Bildhauer Heinrich Epler. Die Inschrift lautet:
Dem Generalarzt u. Corpsarzt,
Dr.W.Roth
Das Königlich Saechsische Sanitaets-,
Corps – Errichtet 1893.

## Veröffentlichungen

### Bücher
- Guilelmus Augustus Roth: De condylomatibus acuminatis. Schlesinger, Berlin 1855, zugleich: Dissertation, Universität Berlin, 1855
- Wilhelm Roth: Die Dienst-Verhältnisse der Assistenz-Aerzte und Unter-Aerzte in der Koeniglich Preussischen Armee. Verlag von August Hirschwald, Berlin 1859 (Digitalisat)
- Wilhelm Roth: Militairärztliche Studien. Vossische Buchhandlung (Strikker), Berlin 1864 (Digitalisat)
- Wilhelm Roth: Militairärztliche Studien. Neue Folge. Vossische Buchhandlung (Strikker), Berlin 1868 (Digitalisat)
- Wilhelm Roth: Das Zeltlager auf der Lockstädter Heide in Holstein. Eine militär-ärztliche Skizze im Vergleich mit dem Lager von Châlons (1866). Zernin, Darmstadt und Leipzig 1866 (Digitalisat)
- Wilhelm Roth: Grundriss der physiologischen Anatomie für Turnlehrer-Bildungsanstalten. Verlag der Vossischen Buchhandlung, Berlin 1866 (Digitalisat); 2. Auflage, 1872; 3. Auflage, 1879 (Digitalisat); 4. Auflage, 1885; 5. Auflage bearbeitet von Friedrich Haenel, 1901
- Wilhelm Roth: Amtliche und freiwillige Krankenpflege. Vortrag, gehalten in der militärärztlichen Gesellschaft zu Berlin am 2. März 1867. Verlag von August Hirschwald, Berlin 1867 (Digitalisat)
- Wilhelm Roth und Rudolf Lex (Hrsg.): Handbuch der Militär-Gesundheitspflege. 3 Bände, Verlag von August Hirschwald, Berlin 1872, 1875 und 1877 (Band 1, Band 2, Band 3, Rezension)
- N. Pirogow (Autor); Wilhelm Roth und Anton Schmidt (Übersetzer): Das Kriegs-Sanitäts-Wesen und die Privat-Hülfe auf dem Kriegsschauplatze in Bulgarien und im Rücken der operirenden Armee 1877–1878. Verlag von F. C. W. Vogel, Leipzig 1882 (Digitalisat)

### Aufsätze
- Wilhelm Roth: Die Aufgaben des Armee-Gesundheitsdienstes. Vortrag gehalten in der militärischen Gesellschaft zu Berlin am 3. December 1868. In: Deutsche Vierteljahrsschrift für öffentliche Gesundheitspflege. Band 1, S. 43–59
- Wilhelm Roth: Der Gesundheitsdienst bei der englischen Expedition nach Abessinien. Ein Beitrag zur Armee-Gesundheitspflege. In: Militär-Wochenblatt. Beiheft 7, Ernst Siegfried Mittler und Sohn, Berlin 1868, S. 216–268
- W. Roth: Die militairärztlichen Fortbildungscurse für das XII. (Königlich Sächsische) Armee-Corps im Winter 1874/75. In: Deutsche Militairärztliche Zeitschrift. Band 4, 1875, Heft 9, S. 531–537 (Digitalisat)
- Roth: Über die Behandlung der Hygiene als Lehrgegenstand. In: Bericht des Ausschusses über die Sechste Versammlung des Deutschen Vereins für öffentliche Gesundheitspflege zu Dresden am 6. bis 10. September 1878. Druck und Verlag von Friedrich Vieweg und Sohn, Braunschweig 1879, S. 107–125
- W. Roth: Die Fortbildungsmittel für das Sanitätscorps. In: Veröffentlichungen aus dem Königlich Sächsischen Militair-Sanitäts-Dienst. Verlag von August Hirschwald, Berlin 1879, S. 1–24
- Roth: Wie lassen sich Fortschritte auf dem Gebiete der Heizung und Ventilation erzielen und dieselben am besten im Interesse der Gesundheitspflege verwerthen? In: Bericht des Ausschusses über die Achte Versammlung des „Deutschen Vereins für öffentliche Gesundheitspflege“ in Gemeinschaft mit dem „Verein für Gesundheitstechnik“ zu Hamburg vom 13. bis 15. September 1880. Druck und Verlag von Friedrich Vieweg und Sohn, Braunschweig 1881, S. 103–133
- C. Flügge: Ueber die Förderung des hygienischen Unterrichts. In: Bericht des Ausschusses über die Elfte Versammlung des Deutschen Vereins für öffentliche Gesundheitspflege zu Hannover vom 15. bis 17. September 1884. Druck und Verlag von Friedrich Vieweg und Sohn, Braunschweig 1885, S. 7–27, insbesondere S. 21–22